# Сусанинская площадь
Сусанинская площадь — центральная площадь города Костромы. Возникла по регулярному плану Костромы 1781—1784 годах. Застройка площади представляет собой целостный, образцовый в своём роде, архитектурный ансамбль конца XVIII—XIX веков.

## История
Площадь возникла под названием Екатеринославская по регулярному плану Костромы 1781—1784 годов. До пожара 1773 года на её месте с 1619 года располагалась территория Нового города Костромского кремля, а до его возведения — городской посад. Застройка площади осуществлена в конце XVIII — 1-й четверти XIX века. Первоначально конфигурация этой площади задумывалась полукруглой, но при осуществлении она получила «гранёную» форму.
В 1823 году площадь была вымощена, а в 1835 году указом Николая I переименована из Екатеринославской в Сусанинскую.
Павел Сумароков писал в 1838 году:

Кострома… расположена на гладкой равнине, при Волге. Строения благовидные, и на всех улицах хорошие мостовые, великая опрятность. Площадь, о которой упомянули, окружена каменными домами, лавками, каланча с фронтоном, колоннами, легкой архитектуры, занимает один её бок, и посредине стоит деревянный, на время, памятник с надписью: «Площадь Сусанина». Площадь эта походит на распущенный веер, к ней прилегают 9 улиц, и при одной точке видишь всех их протяжения. Мало таких приятных, веселых по наружности городов в России. Кострома — как щеголевато отделанная игрушка.— Сумароков П. И. «Прогулки по 12 губерниям с историческими и статистическими замечаниями в 1838 году»
В 1851 году в центре площади был открыт памятник царю Михаилу Фёдоровичу и крестьянину Ивану Сусанину (скульптор Василий Демут-Малиновский), вокруг которого в 1900 году был разбит сквер.
Таким образом, к началу XX века площадь представляла собой открытое пространство сложной формы, вытянутое с юго-востока на северо-запад. Северная полукруглая часть образована зданиями каланчи, гауптвахты, гостиницы, домом Борщова и боковым фасадом Присутственных мест. Центральная часть ограничена комплексами Гостиного двора (Красных рядов) и Больших Мучных рядов. На южной стороне площади над съездом к Волге в начале 1880-х годов была построена часовня Александра Невского в память об Александре II. Площадь была вымощена булыжником, в самом её центре располагался сквер с памятником. Пустое пространство площади использовалось для установки временных торговых павильонов.
С юга пространство площади открывалось к Волге улицей Молочная гора, а с других сторон от площади расходились веером главные улицы города: в сторону Ипатьевского монастыря — Московская ул. (бывш. Мшанская, ныне ул. Островского), далее Константиновская (бывш. Царёвская, ныне пр. Текстильщиков), Богоявленская (она же Костромская, ныне ул. Симановского ул.), трехлучие Еленинской (ныне ул. Ленина), Павловской (пр. Мира) и Марьинской (ул. Шагова) улиц, к востоку она соединялась с Воскресенской (ныне Советской) площадью и, постепенно сужаясь, переходила в Кинешемскую ул. (бывш. Русину ул., ныне Советскую ул.)
Перед зданием Присутственных мест в 1900 году был разбит обнесённый чугунной решёткой узкий сквеp, устроенный так, что в его ствоp попадал памятник Ивану Сусанину, а поперечная аллея давала проход к галерее Гостиного двора. В сквере высадили голландские липы, к которым добавили 12 пихт. Официально сквеp назвали «новым», но так как деньги на его создание — 400 pублей — пожертвовал тогдашний городской голова Геннадий Ботников за ним закрепилось название «Ботниковского».
В 1918 году было начато разрушение сусанинского памятника, тогда же произошло переименование в площадь Революции. В 1924 году сносят Александровскую часовню, а на части площади между Красными и Большими Мучными рядами устраивается спортивная площадка, а затем сквер. В 1967 году в сквере на месте часовни был установлен новый памятник Ивану Сусанину (скульптор Никита Лавинский).
Историческое название было возвращено площади в 1992 году. В 2008—2009 годах была осуществлена масштабная реконструкция площади: спилены деревья в центре площади, разбиты газоны, проложены пешеходные дорожки, уставлены элементы малой архитектуры. На месте расположения исторического памятника Ивану Сусанину поставлен временный памятный знак.
В настоящее время площадь используется для организации городских праздников. В 2009 и 2010 годах на площади были поставлены оперы «Борис Годунов» и «Хованщина» (совместный проект «Новой оперы» и областной филармонии).

## Здания и сооружения
- Пожарная каланча
- Гауптвахта
- Дом Борщова
- Присутственные места
- Памятник Ивану Сусанину
- Торговые ряды

- Вид Сусанинской площади до реконструкции (2005)
- Здание бывшей гауптвахты
- Дом генерала С. С. Борщова
- Памятник Ивану Сусанину (1967)

## Транспорт
Радиально-полукольцевая планировка исторической части Костромы привела к тому, что значительная часть транспортных потоков в центре пересекает Сусанинскую площадь.
Движение транспорта по площади организовано двумя потоками: Советская улица — проспект Текстильщиков и улица Симановского — улица Ленина — проспект Мира — улица Шагова — улица Свердлова.
На площади находятся остановки общественного транспорта: автобуса, троллейбуса и маршрутных такси.

## Интересные факты
- В честь Екатерины II площадь получила название Екатеринославская. Главная ось городской планировки, проходящая перпендикулярно набережной Волги — Павловская улица — названа в честь сына, будущего императора Павла I. Ещё четыре улицы-луча получили названия в честь внуков и внучек императрицы — Александровская, Константиновская, Мариинская и Еленинская.
- Площадь в обиходе у костромичей называется «сковородкой».